# スギゴケ属
スギゴケ属（Polytrichum）は、コケ植物の属。さまざまな特徴のある胞子体を持つ種が所属している。学名は古代ギリシャ語で polys （多くの）+ thrix （髪）の意。スギゴケ属は大きく二つのグループに分けられ、Polytrichum 節の各種は、幅の狭い鋸歯のある葉をもち、もうひとつの Juniperifolia 節の葉は全縁で幅が広く、表面が薄板に覆われている。

## 生態

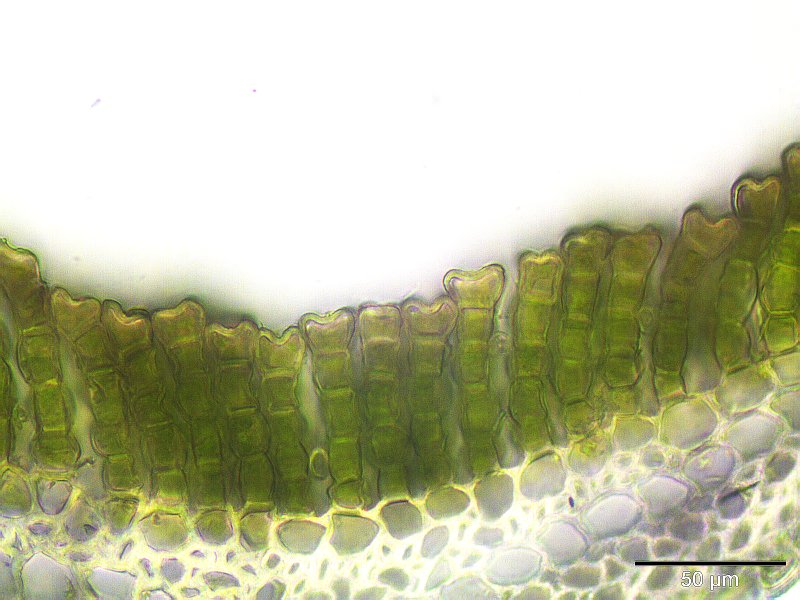
ウマスギゴケの葉の断面。表面にある薄板に緑色の葉緑体がある（400倍）

スギゴケ属の各種は、根元から水を吸い上げて植物体全体に水を行き渡らせている。コケ植物は非維管束植物であるとみなされているが、スギゴケ属は水を運搬するための組織が明確に分化している。水を運搬する組織のひとつは hadrom と呼ばれる構造で、茎の中央に水を通す穴を形作っている。この組織は hydroids とよばれる比較的大きな細胞によって構成されており、これによって水を運搬している。これは維管束植物の道管と相似の関係にある。また他に leptom と呼ばれる組織が hadrom の周辺を取り囲んでいる。leptom は比較的小さな細胞からなり、これは維管束植物の師管と相似関係にある。
スギゴケ属のもう一つの特徴は、光合成能のある薄板（lamellae）という組織が葉の上表面に存在することである。ほとんどのコケ植物では、葉の表面は1層の細胞からなる単純な構造となっているが、スギゴケ属の葉表面には高度に分化した光合成組織である薄板がある。これは乾燥状態に適応した構造で、空気中の水分を薄板の列が捉え、その水分を大きい細胞が含むことで、光合成細胞を湿潤な状態に保つ役割を果たしている。

## 分類
朔の開口部にある縁歯 (peristome) の構造の違いから、1971年にスギゴケ属からミヤマスギゴケ属 (Polytrichastrum) が分離された。しかし、2010年の形態の再検討と分子系統学的な研究では、ミヤマスギゴケ属に移動された種のうち、何種かはスギゴケ属に戻すべきとする結果が示された。

## 種
| - P. appalachianum - P. alpinum - P. commune - ウマスギゴケ - P. commune var. swartzii - ホソバスギゴケ - P. formosum - オオスギゴケ - P. hyperboreum - P. juniperinum - スギゴケ - P. longisetum - P. lyallii |  | - P. ohioense - P. pallidisetum - P. papillatum - P. piliferum - ハリスギゴケ - P. sexangulare - P. sphaerothecium - タカネスギゴケ - P. strictum - P. swartzii |